# Parque del Castell de l'Oreneta
El parque del Castell de l'Oreneta (en catalán: Parc del Castell de l'Oreneta) se encuentra en el distrito de Sarrià-Sant Gervasi de Barcelona. Fue inaugurado en 1978, y en 1993 fue restaurado por Patrizia Falcone.

## Descripción

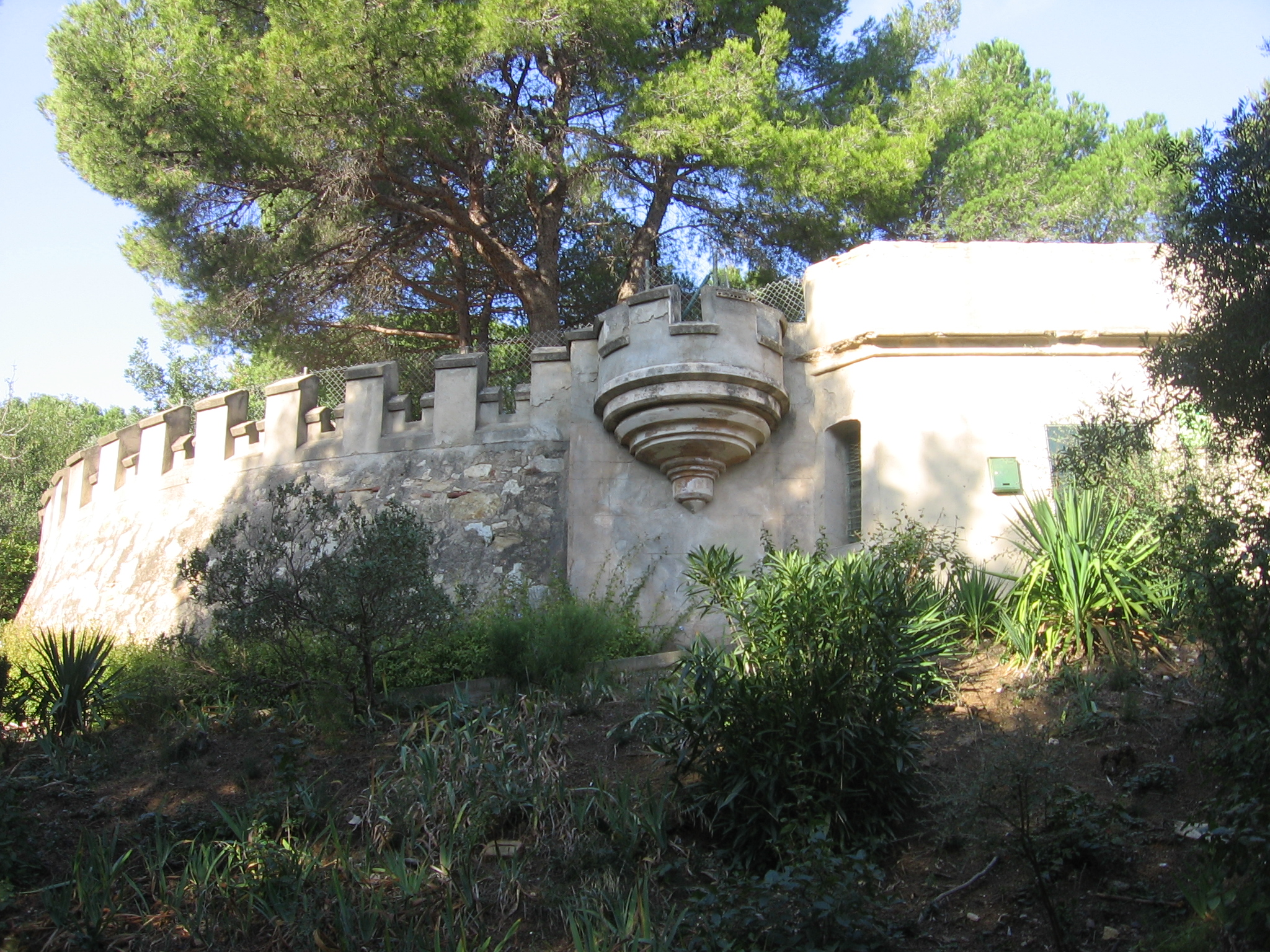
Ruinas del castillo.

El parque se encuentra en las estribaciones de la sierra de Collserola, por lo que en su mayor parte se trata de un parque forestal, donde abundan los pinos, las encinas y los algarrobos, además de zonas de sotobosque, principalmente de retama y madroño. Algunos de sus árboles son centenarios, como un eucalipto que hay al poco de entrar por la calle Gaspar Cassadó, que forma parte del Catálogo de árboles de interés local de Barcelona. Antiguamente había en este enclave un castillo, el Castell de l'Oreneta que da nombre al parque («castillo de la golondrina» en castellano), originario de 1910 y destruido durante la Guerra Civil, del que quedan algunos restos. En el terreno había también una masía, Can Bonavista. Ambas fincas fueron adquiridas por la Cruz Roja, que planeaba construir un hospital, pero finalmente no se llevó a cabo y los terrenos fueron comprados por el Ayuntamiento. Ascendiendo por los caminos hay varias terrazas y miradores, hasta llegar a la zona alta, donde hay zonas de juegos infantiles, una pista de ponis y un circuito de trenes en miniatura —inaugurado en 1981—, que circulan alrededor de la Estación de l'Oreneta. El recorrido en tren es de 636 metros, y atraviesa tres túneles, dos puentes y un viaducto metálico. Aunque los trenes solo prestan servicio los domingos, atraen una gran cantidad de público, por lo que se puede decir que es el elemento más característico del parque. También hay áreas de pícnic y mesas de ping-pong.

## Galería

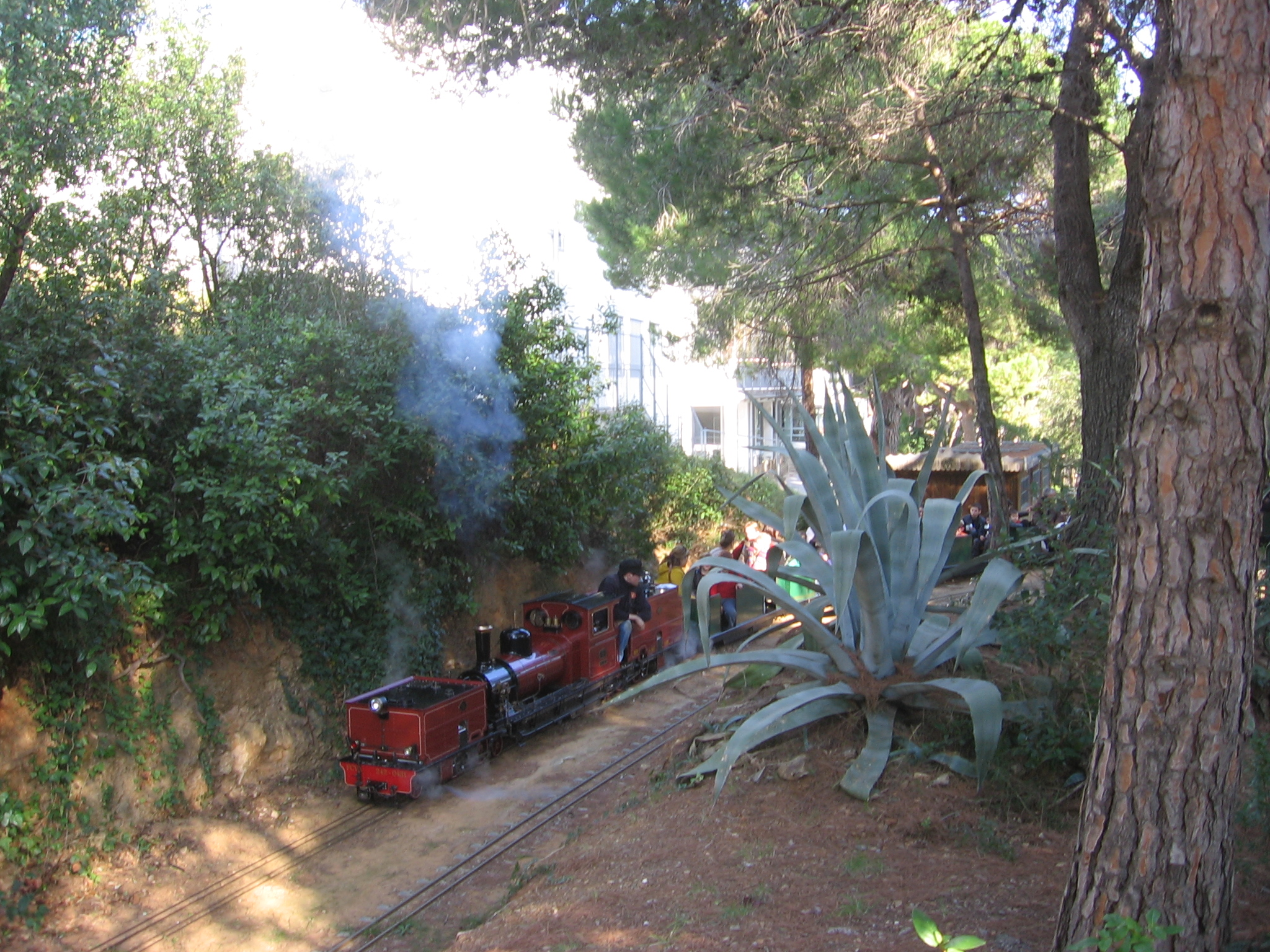
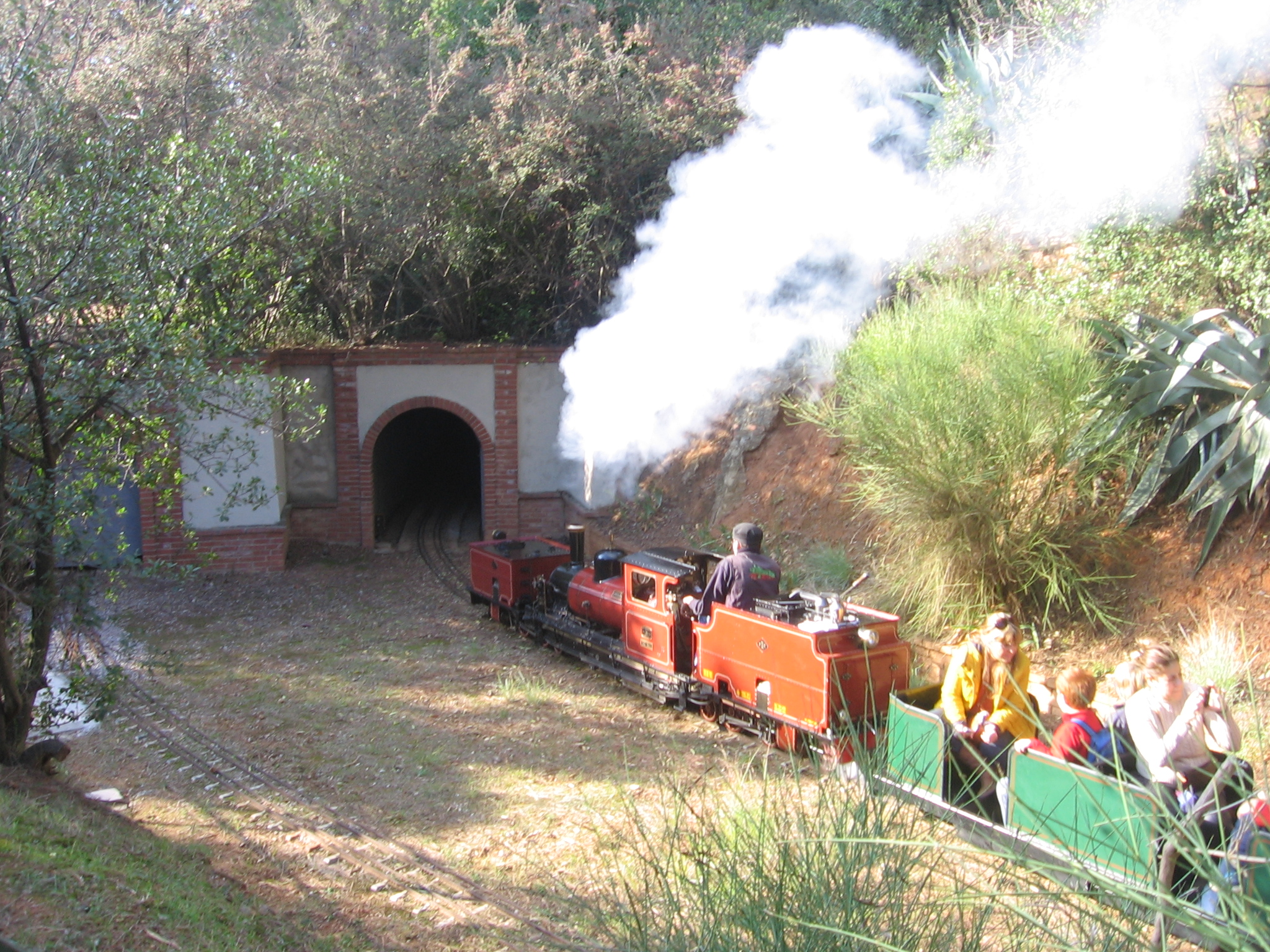
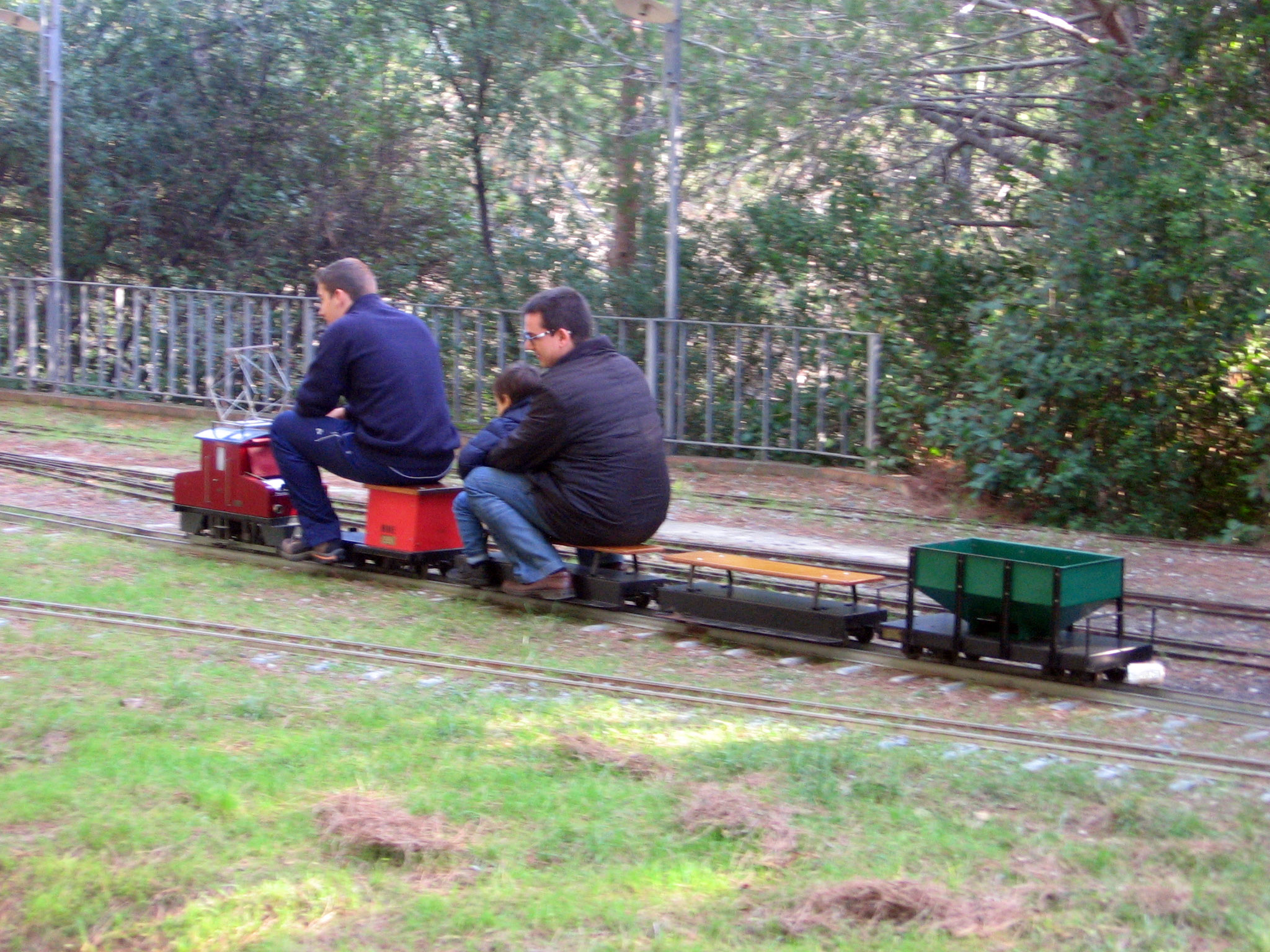
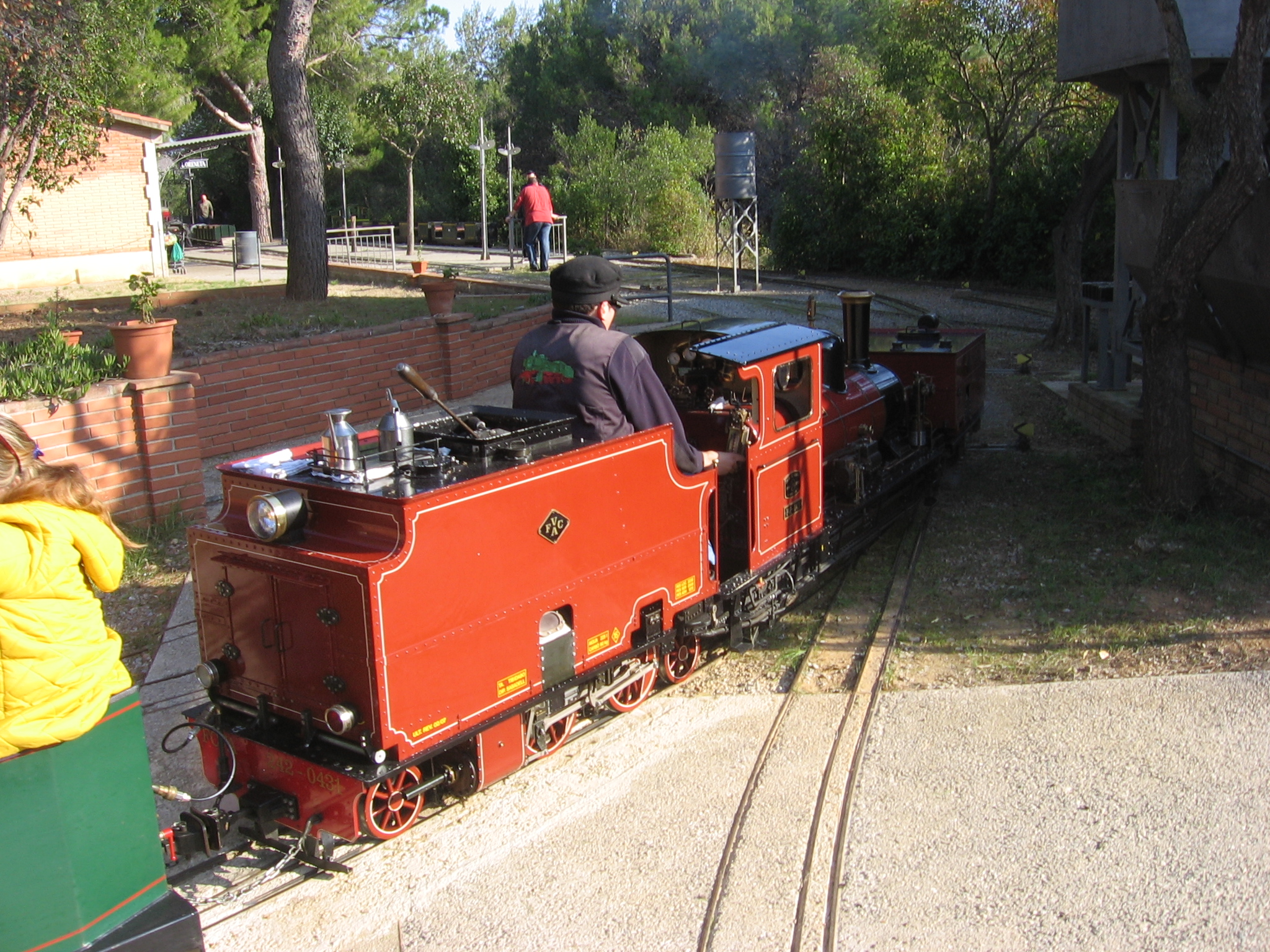
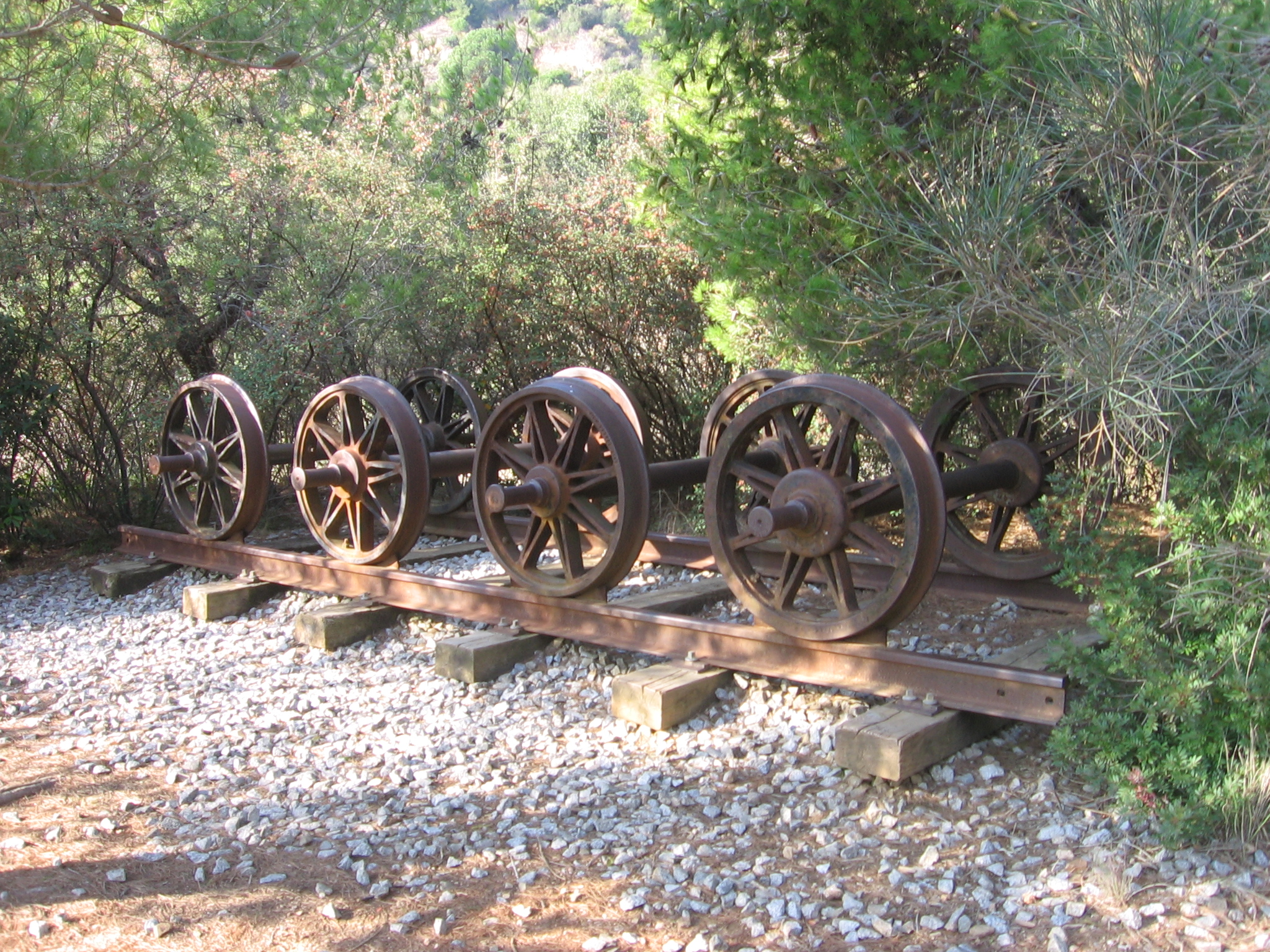